# اس‌ام یوبی-۸۵
اس‌ام یوبی-۸۵ (به انگلیسی: SM UB-85) یک زیردریایی است که طول آن ۵۵٫۸۵ متر (۱۸۳٫۲ فوت) می‌باشد. این زیردریایی در سال ۱۹۱۷ ساخته شد.